# Герман II Константинополски
Герман II Константинополски (на гръцки: Γερμανός Β΄ Ναύπλιος; на латински: Germanus II Nauplius; † юни 1240) патриарх на Константинопол (в изгнание в Никея) от 1222 до 1240 г.

## Произход и управление
Той е роден в Анаплус в днешната околия Бешикташ през втората половина на 12 век.
Герман е дякон в Света София в Константинопол. След завладяването на Константинопол от кръстоносците на Четвъртия кръстоносен поход през 1204 г. той отива в манастир в Ахирая. На 4 януари 1223 г. Герман II става патриарх на Константинопол. Той помага на Йоан III Дука Ватаци в опитите му да възстанови силата на византийския император.
Той се стреми да възстанови единството на църквите и свикване на събор. През 1232 г. Герман II изпраща делегация от францисканци в Рим. През 1234 г. в Никея пристига делегация от францисканци и доминиканци. Започналият събор в Нимфеон (1234/1235) е прекъснат след византийското нападение срещу латинците в Константинопол.
През 1235 г. той признава патриаршията на Втората българска държава, която му се подчинява. Същата година посвещава търновския архиепископ Йоаким († 1246) за патриарх на България. Той признава сръбската църква като независима (автокефалия).
Герман умира през юни 1240 г.